# By (Doubs)
By é uma comuna francesa na região administrativa de Borgonha-Franco-Condado, no departamento de Doubs. Estende-se por uma área de 7,34 km². Em 2010 a comuna tinha 85 habitantes (densidade: 11,6 hab./km²).